# روبرت بورك
روبرت هيرون بورك (بالإنجليزية: Robert Bork)‏ (1 مارس 1927 - 19 ديسمبر 2012) هو قاضي ومسؤول حكومي وعالم قانوني أمريكي دعا إلى الفلسفة الأصولية في القضاء. عمل بورك كأستاذ في كلية ييل للحقوق، وشغل منصب المحامي العام للولايات المتحدة، وكان نائب عام الولايات المتحدة بالإنابة، وقاضيا في محكمة الاستئناف الأمريكية لدائرة مقاطعة كولومبيا. وفي عام 1987، رشحه الرئيس رونالد ريغان ليترأس المحكمة العليا، ولكن مجلس الشيوخ الأمريكي رفض ترشيحه.
ولد بورك في بيتسبرغ، بنسلفانيا، وبدأ مسيرته القانونية بعد دراسته في جامعة شيكاغو. عمل في مكتب كيركلاند أند إليس للمحاماة، وعمل كأستاذ في كلية الحقوق في جامعة ييل. لقد أصبحت مؤيدا بارزا للأصولية، ودعا القضاة إلى أن يفهموا المغزى الأصلي لواضعي دستور الولايات المتحدة. كما أصبح بورك باحثا مؤثرا في مكافحة الاحتكار، واحتج أن المستهلكين غالبا ما يستفيدون من عمليات دمج الشركات، وأن قانون مكافحة الاحتكار ينبغي أن يركز على رفاهية المستهلك بدلا من التركيز على ضمان المنافسة. كتب بورك العديد من الكتب البارزة، بما في ذلك «مفارقة مكافحة الاحتكار» و «التراجع نحو عمورة».
شغل بورك منصب المحامي العام في الفترة من عام 1973 إلى عام 1977، وذلك في عهد الرئيس ريتشارد نيكسون والرئيس جيرالد فورد، وناقش عدة قضايا أمام المحكمة العليا. أصبح بورك القائم بأعمال النائب العام فيما سمي بمجزرة ليلة السبت في أكتوبر 1973، بعد أن فضل رؤساءه في وزارة العدل الاستقالة عن طرد المدعي الخاص أرشيبالد كوكس، والذي كان يحقق في فضيحة ووترغيت. قام بورك بطرد كوكس وظل قائما بأعمال النائب العام حتى يناير 1974.
في عام 1982، قام الرئيس ريغان بتعيين بورك في محكمة الاستئناف لدائرة مقاطعة كولومبيا. وبعد ان أعلن قاضي المحكمة العليا لويس باول عن قرب تقاعده، قام ريغان بترشيح بورك للمحكمة العليا في عام 1987. وركز معارضو بورك على رغبته المعلنة في رد قرارات الحقوق المدنية ودوره في مذبحة ليلة السبت. لم ينجح ترشيح بورك في مجلس الشيوخ حيث اعترض 58 سيناتور من أصل مائة على ترشيحه. وقد شغل هذا الفراغ مرشح آخر من ريغان، وهو القاضي أنطوني كينيدي. استقال بورك من القضاء في عام 1988 وعمل أستاذا في كلية الحقوق بجامعة جورج ماسون وغيرها من المؤسسات. كما كان مستشارا للمرشح الرئاسي ميت رومني وكان زميلا في معهد المشاريع الأمريكية ومعهد هدسون قبل وفاته في عام 2012.

## المحامي العام
شغل بورك منصب المحامي العام في وزارة العدل الأمريكية منذ مارس 1973 حتى 1977. دافع بورك بدوره عن العديد من القضايا البارزة أمام المحكمة العليا في سبعينيات القرن العشرين، بما في ذلك قضية ميليكن ضد برادلي لعام 1974، إذ كانت مذكرة تأييده لولاية ميشيغان مؤثرة بين القضاة. وصف رئيس المحكمة العليا وارين برغر بورك بأنه المحامي الأكثر فاعلية للمثول أمام المحكمة خلال فترة ولايته. عيّن بورك العديد من المحامين الشباب كمساعدين استمروا في الحصول على وظائف ناجحة، بما في ذلك القضاة داني بوغز، وفرانك إيستربروك، وروبرت رايخ الذي أصبح فيما بعد وزير العمل في إدارة كلينتون.

### «مجزرة ليلة السبت»
لعب المحامي العام بورك في 20 أكتوبر 1973 دورًا أساسيًا في «مجزرة ليلة السبت»، عندما أمر الرئيس ريتشارد نيكسون بإقالة المدعي الخاص لووترغيت أرشيبالد كوكس عقب طلب الأخير الحصول على شرائط من محادثات المكتب البيضاوي (المكتب الرسمي للرئيس الأمريكي). أمر نيكسون في البداية النائب العام الأمريكي إليوت ريتشاردسون بطرد كوكس. استقال ريتشاردسون بدلًا من تنفيذ الأمر، واعتبر النائب الأول لريتشاردسون، وكيل النائب العام وليام روكلسهاوس، أن الأمر «خاطئ من أساسه» واستقال، مما جعل بورك القائم بأعمال النائب العام. امتثل بورك لأمر نيكسون وطرد كوكس. ادعى بورك أنه نفذ الأمر تحت ضغط من محاميي نيكسون، وكان ينوي الاستقالة بعد ذلك مباشرة، ولكن ريتشاردسون وروكلسهاوس أقنعاه بالبقاء لصالح وزارة العدل. 
ظل بورك القائم بأعمال النائب العام حتى تعيين ويليام بي. ساكسب في 4 يناير 1974. زعم بورك في مذكراته التي نُشرت بعد وفاته بأن نيكسون وعده بالمقعد التالي في المحكمة العليا بعد تنفيذ الأمر؛ وذلك على الرغم من أن بورك لم يأخذ العرض على محمل الجد بسبب اعتقاده بأن ووترغيت ترك نيكسون معرضًا للخطر سياسيًا بحيث لا يمكنه تعيين قاض آخر. لم يحصل نيكسون أبدًا على فرصة للوفاء بوعده لبورك، إذ جاءت الوظيفة الشاغرة التالية في المحكمة العليا بعد استقالة نيكسون وتولي جيرالد فورد للرئاسة؛ مع ترشيح فورد لجون بول ستيفنز بعد تقاعد وليام أو. دوغلاس في عام 1975. خطط فورد لترشيح بورك ليحل محل وليام كولبي في منصب مدير وكالة المخابرات المركزية؛ ولكن مستشاريه أقنعوه بترشيح إدوارد بينيت وليامز أولًا ثم جورج دبليو. بوش بدلًا من ذلك بسبب عدم شعبية بورك ونقص خبرته في مجال الاستخبارات.

## قاضي دائرة الولايات المتحدة
كان بورك قاضي دائرة لمحكمة استئناف الولايات المتحدة عن دائرة مقاطعة كولومبيا منذ 1982 حتى 1988. رشحه الرئيس رونالد ريغان في 7 ديسمبر 1981، وثُبِّت من خلال التصويت الشفوي من قبل مجلس الشيوخ في 8 فبراير 1982، وكُلِّف بالعمل في 9 فبراير 1982.
تجسدت إحدى آراء بورك أثناء وجوده في دائرة العاصمة بقضية درونينبرغ ضد زيخ، 741 إف الثاني 1338، التي بُتَّ الأمر فيها في عام 1984، وتتعلق هذه القضية بجيمس إل. درونينبرغ، وهو بحار سُرٍّح إداريًا من بحرية الولايات المتحدة لمشاركته في سلوك مثلي الجنس. جادل درونينبرغ بأن تسريحه ينتهك حقه في الخصوصية. رفض بورك وأنتونين سكاليا هذه الحجة، وانتقد بورك سلسلة قضايا المحكمة العليا التي تؤيد الحق في الخصوصية.
رفضت دائرة العاصمة اقتراح إعادة الاستماع، وأصدرت أربعة آراء منفصلة، بما في ذلك رأي بورك (وانضم إليه سكاليا مرة أخرى)، الذي قال: «لم توضح المحكمة العليا أي مبدأ مكننا من تحديد ما إذا كانت قضية المستأنف تندرج ضمن هذا المبدأ أم لا».
نظر الرئيس ريغان في ترشيح بورك للمحكمة العليا في عام 1986 بعد تقاعد كبير القضاة وارين برغر. رشح ريغان معاون القاضي حينها ويليام رينكويست ليكون رئيس القضاة التالي، وأنتونين سكاليا لمقعد معاون القاضي. يعتقد بعض الصحفيين والمراسلين أن ترشيح ريغان لبورك في عام 1986 يُظهر احتمالية جعل بورك المحكمة العليا مثل مجلس الشيوخ عندما كان بقيادة الجمهوريين. ربما كان الديموقراطيون في مجلس الشيوخ قد قاتلوا لهزيمة بورك في عام 1986، وكان عدد الجمهوريين في مجلس الشيوخ في ذلك الوقت محدود جدًا (53-47)، مما يعني أنه ربما كان من الممكن هزيمة بورك في عام 1986، وخاصة عندما لم يُنتخب الجمهوريين الستة الذين صوتوا ضد ترشيح بورك لعام 1987 من أول مرة في انتخابات مجلس الشيوخ في نوفمبر 1986.

## روابط خارجية
- روبرت بورك على موقع IMDb (الإنجليزية)
- روبرت بورك على موقع الموسوعة البريطانية (الإنجليزية)
- روبرت بورك على موقع إن إن دي بي (الإنجليزية)